# Bâlines
Bâlines – miejscowość i gmina we Francji, w regionie Normandia, w departamencie Eure.
Według danych na rok 1990 gminę zamieszkiwało 421 osób, a gęstość zaludnienia wynosiła 113 osób/km² (wśród 1421 gmin Górnej Normandii Bâlines plasuje się na 514. miejscu pod względem liczby ludności, natomiast pod względem powierzchni na miejscu 791.).